# Carvão (fungo)

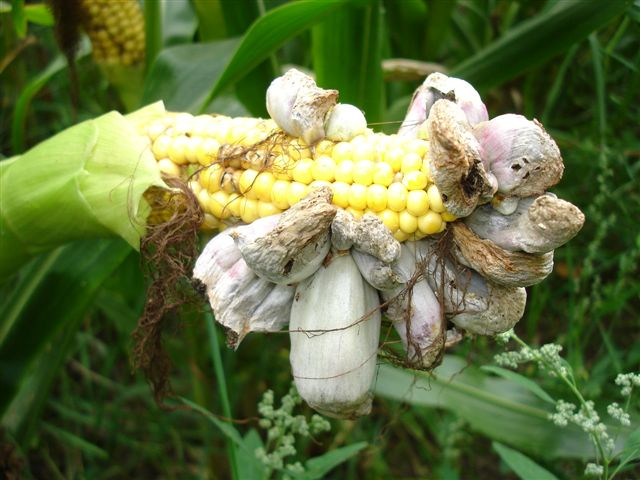
Morrão do milho causado por Ustilago maydis.

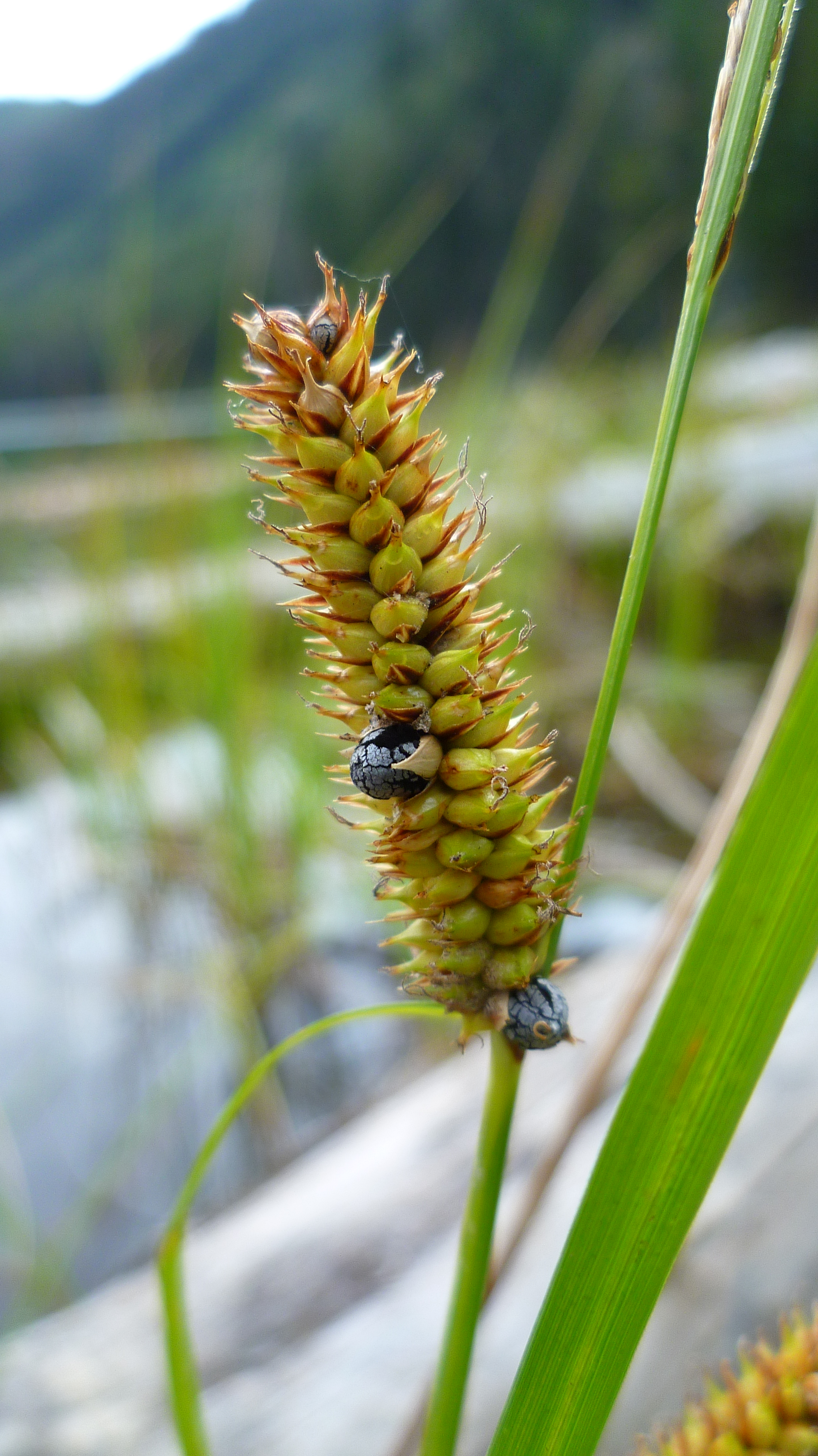
Espiga atacada por um carvão.

Carvão ou morrão é a designação dada a vários fungos multicelulares, sobretudo Ustilaginomycetes (subfilo Basidiomycota), que causam fitopatologias.
Afetam ervas, especialmente cereais como o milho. Começam por atacar o sistema reprodutor da planta, formando galhas que escurecem e rebentam, libertando os esporos dos fungos que infectam plantas vizinhas.
Uma infestação de carvão é controlada removendo e destruindo as plantas infectadas. 

## Espécies
- Sporisorium scitamineum; antes Ustilago scitaminea. Ataca a cana-de-açúcar, causando perdas significativas nesta cultura.
- Ustilago maydis; infecta o milho.
- Ustilago nuda; ataca a cevada
- Tilletia tritici (sin. T. caries), Tilletia laevis (sin. T. foetida) e Tilletia controversa - atacam o trigo

- Este artigo foi inicialmente traduzido, total ou parcialmente, do artigo da Wikipédia em inglês cujo título é «Smut (fungus)», especificamente desta versão.